# Dong Xoai
Dong Xoai (på vietnamesiska Đồng Xoài) är en stad i Vietnam och är huvudstad i provinsen Binh Phuoc. Folkmängden uppgick till 80 099 invånare vid folkräkningen 2009, varav 50 827 invånare bodde i själva centralorten.